# Сальников, Владимир Александрович (актёр)
Влади́мир Алекса́ндрович Са́льников (15 февраля 1940 — 7 августа 2010) — советский и российский актёр театра и кино, заслуженный артист России (1999).

## Биография
Владимир Сальников родился 15 февраля 1940 года.
В 1962 году окончил Театральное училище им. Б. В. Щукина.
Актёр Московского театра юного зрителя.
Скончался 7 августа 2010 года на 71-м году жизни. Урна с прахом захоронена в колумбарии на Ваганьковском кладбище.

## Признание и награды
- Заслуженный артист России (1999)

## Творчество

### Роли в театре
- 1987 — «Собачье сердце» М. А. Булгакова. Режиссёр: Генриетта Яновская — Фёдор[4]
- 1995 — «Казнь декабристов». Режиссёр: Кама Гинкас — Присутствующий на казни по службе
- 1998 — «Татьяна Репина». Режиссёр: Валерий Фокин
- «Гроза» А. Н. Островского. Режиссёр: Генриетта Яновская — Савел Прокофьевич Дикой
- «Иванов и другие» по А. П. Чехову — Симеонов-Пищик

### Роли в кино
- 1954 — Золотые яблоки — Володя
- 1955 — Весенние голоса — Ваня Панечкин
- 1961 — В трудный час — Милкин
- 1961 — C днём рождения
- 1963 — Бухта Елены — Лопаткин
- 1965 — Таёжный десант — Спиркин, завхоз бригады
- 1967 — Вий — Ритор Тиберий Горобець, бурсак
- 1971 — День за днём — ученик повара
- 1972 — Следствие ведут знатоки. Динозавр — официант в ресторане
- 1975 — Следствие ведут знатоки. Ответный удар — мужик на свалке
- 1975 — Трактирщица (телеспектакль) — слуга
- 1985 — Следствие ведут знатоки. Пожар — вахтёр Сидоров
- 1988 — Этот фантастический мир. Выпуск 14. «Умение кидать мяч» — Герман Коленкин
- 1991 — Нога
- 1994 — Полицейская академия 7: Миссия в Москве — охранник Ракова
- 1997 — Сезон охоты
- 2000 — Маросейка, 12. Ген смерти
- 2000 — Свадьба — отец Мишки
- 2001 — Мусорщик
- 2002 — Олигарх — папа Гриша
- 2003 — Благословите женщину — эпизод
- 2003 — Москва. Центральный округ — эпизод
- 2004 — Звездочёт — эпизод
- 2005 — Бедные родственники — Ковшиков
- 2005 — Дело о «Мёртвых душах» — Афанасий Иванович
- 2006 — Рельсы счастья (5-я серия «Как Вера сто тысяч баксов задолжала, не слабо, да?») — Марат
- 2007 — Русская игра — старший Глов

Аудиосказки
- 1975 — Чебурашка — крокодил Гена